# Stepan Makarov
Pour les articles homonymes, voir Makarov.
Stepan Ossipovitch Makarov (en russe : Степа́н О́сипович Мака́ров), né le 27 décembre 1848 (8 janvier 1849 dans le calendrier grégorien) et mort le 31 mars 1904 (13 avril dans le calendrier grégorien), est un officier de marine et un océanographe russe.
Makarov fut un célèbre vice-amiral russe, qui s'illustra comme commandant dans la marine impériale russe. Comme océanographe, il fut distingué par l'Académie des sciences de Russie ; il est l'auteur de plusieurs livres.

## Biographie
Stepan Makarov est né à Nikolaiev — aujourd'hui Mykolaïv en Ukraine —, dans la famille d'un agent auxiliaire de la flotte.
Makarov fut décoré pour ses services en tant que capitaine du torpilleur russe Kniaz Konstantin Veliki pendant la guerre russo-turque de 1877-1878. Il fut l'un des premiers adeptes du bateau lanceur de torpilles et prit personnellement part à l'action des torpilleurs. Le 16 janvier 1877, il fut le premier au monde à lancer des torpilles à partir d'un bateau contre le navire de la flotte turque, Intibah.
Makarov réalisa deux expéditions océanographiques autour du monde à bord de la corvette Vitiaz, en 1886-1889 puis en 1894-1896.
Il proposa l'idée puis supervisa la construction du premier brise-glace commandé, le Yermak. Il prit ensuite part à deux expéditions arctiques, dans le nord du Spitzberg (1899), autour de la terre François-Joseph et en Nouvelle-Zemble (1901).
Promu commandant de la Flotte du Pacifique, l'amiral Makarov trouva la mort au combat, lors de la Guerre russo-japonaise de 1904–1905, sur le cuirassé Petropavlovsk, touché par une mine.
Des monuments à la mémoire de Stepan Makarov ont été érigés à Mykolaïv, sa ville natale, en Ukraine, à Vladivostok et Kronstadt, en Russie. Un certain nombre de navires russes ou soviétiques ont été nommés Amiral Makarov. Une ville de l'île de Sakhaline, reconquise sur le Japon en 1945, a été nommée Makarov.
Il est aussi l'inventeur du paillet Makaroff système permettant d'obturer une voie d'eau sur un navire.

## Hommages

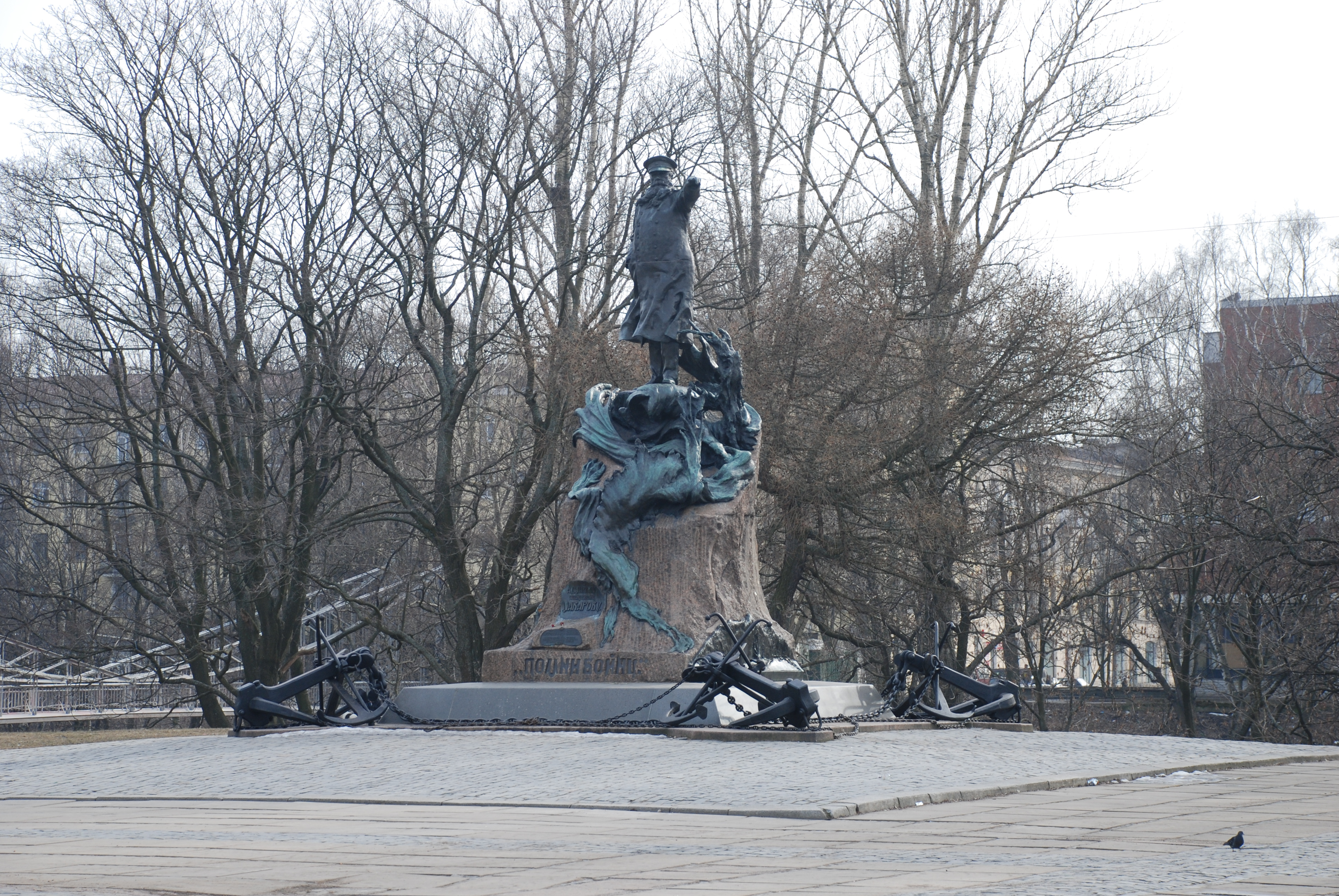
Monument de Stepan Makarov à Kronstadt.

Plusieurs navires ont porté le nom de Stepan Makarov :
- Amiral Makarov